# なれない二人
『なれない二人』（なれないふたり）は2018年製作の日本映画。第17回伊参スタジオ映画祭シナリオ大賞中編の部大賞作品。
2019年8月23日に劇場公開された際の同時上映作は高橋名月監督の短編映画『正しいバスの見分けかた』（2015年製作）。

## 概要
第17回伊参スタジオ映画祭シナリオ大賞中編の部大賞受賞後、2018年夏に群馬県中之条町をメインに撮影が行われた。
2018年11月25日、第18回伊参スタジオ映画祭において初上映。
2019年8月23日からシネマート新宿において1週間限定で劇場公開。その後全国でも順次公開。

## あらすじ
会社員の新堂学とフリーターの勝田陽介はお笑いコンビを組み、アマチュア向けお笑いライブの初出演を控えていた。お笑いは趣味と言っている新堂だが、内心ではプロへの憧れを捨てきれずにいた。勝田は借金を抱えており、どうしても優勝賞金が欲しかった。

## キャスト
- 新堂学 - 泉澤祐希
- 勝田陽介 - 古川彰悟（サスペンダーズ）
- 磯部茉里 - 高田里穂
- 彩芽 - 小川未祐
- 依藤昂幸（サスペンダーズ）
- 三宅克幸
- 本間淳志
- 新海ひろ子
- 一條眞紀子
- ふじわらみほ
- 竹林佑介
- 村田唯
- 宇井晴雄
- 北尾貢次
- 平子悟
- 勝田 尚三郎 - 田村泰二郎

## スタッフ
- 監督・脚本 - 樋口幸之助
- 音楽 - 青木多果
- プロデューサー- 近藤あゆみ、瀬島翔
- 撮影 - 松井宏樹
- 美術 - 寺尾淳
- 録音 - 清水裕紀子
- スタイリスト- 神恵美
- ヘアメイク - 辻真美
- 助監督 - 玉澤恭平、高橋名月
- 制作 - 清水泰貴
- 撮影助手 - 深谷裕次
- アシスタントプロデューサー - 山本晃大
- 宣伝デザイン - 渡邊誠嗣
- 宣伝協力 - 木村麻紀
- 音響効果 - 田中俊
- エンディング曲 - Rita&Mary「コンビニにて」
- 制作プロダクション- スタジオブルー
- 協力 - 伊参スタジオ映画祭実行委員会

## 受賞
- 第17回伊参スタジオ映画祭 中編の部大賞[1]
- 第5回新人監督映画祭 中編部門グランプリ[4]
- 門真国際映画祭2019 映画部門 最優秀主演男優賞「泉澤祐希」[5]